# Truncatoflabellum inconstans
Truncatoflabellum inconstans är en korallart som först beskrevs av Marenzeller 1904.  Truncatoflabellum inconstans ingår i släktet Truncatoflabellum och familjen Flabellidae.
Artens utbredningsområde är Indiska oceanen. Inga underarter finns listade i Catalogue of Life.